# Зайков Сергій Володимирович
Сергі́й Володи́мирович Зайко́в (нар. 30 вересня 1980, м. Одеса) — український футболіст. 
Засновник дитячо-юнацької футбольної школи ФК"Пальміра"Одеса

## Біографія
У 1996 році закінчив СДЮШОР «Чорноморець». Перший тренер — Юрій Олексійович Скорик. У 1996 прийнятий у «СКА-Лотто» (Одеса) під керівництвом Ігоря Анатолійовича Наконечного. У 17 років був прийнятий у «Чорноморець», тренер Володимир Сергійович Козеренко.
У 2004 році закінчив ЮУПУ ім. К. Д. Ушинського.

## Тренерська діяльність
З 2000 року почав тренерську діяльність в ДЮСШ-11 «Чорноморець». 
У 2009 році команда U-14 під керівництвом С. В. Зайкова представляла Україну на міжнародному турнірі Roseto Calcio (Roseto, Італія). У турнірі брали участь понад 150 команд зі всього світу («Селтік» (Шотландія), «Брешія» (Італія), «Зеніт» (Росія), «Шльонськ» (Польща) і т. д.). Одесити, обігравши «Мілан» з рахунком 2:0, посіли перше місце на турнірі (вперше за історію участі в міжнародних турнірах) та підняли рейтинг ФК ДЮСШ-11 «Чорноморець».
У 2009 році С.  В. Зайков разом із тренером А. М. Чернишовим у фінальній стадії чемпіонату України у м. Нікополь виставляли команду ДЮСШ-11 «Чорноморець» 1993 р. народження (U-16). Одесити посіли 2-ге місце, обігравши ровесників з команд «Дніпро» (Дніпропетровськ) і «Динамо» (Київ). У фіналі лише донецький «Шахтар» зупинив одеську команду. Це був найкращий результат у історії дитячо-юнацького футболу Одеси. Найкращим нападником на цьому турнірі був визнаний Артур Загорулько (кандидат у збірну України U-17).
Серед вихованців:
- Тащи Борис Борисович (1993 р. н.) — півзахисник ФК «Штутгарт». Гравець збірної України (U-21)
- Загорулько Артур Юрійович (1993 р. н.) — нападник «Шахтаря» (Донецьк). Кандидат у збірну України (U-17)